# Тархнишвили, Михаил Степанович
Михаи́л Тархнишви́ли (груз. მიხეილ სტეფანეს ძე თარხნიშვილი;
31 декабря 1896 (12 января 1897) года, Ахалцихе ― 15 октября 1958 года, Рим) — грузинский историк и богослов, священник Грузинской католической церкви Византийского обряда.
Написание фамилии латиницей, в разных публикациях: Tarchnishvili. Вариант Tarkhnishvili не встречается. Отчество — учитывая, что ещё в 1913 году Тархнишвили фактически покинул пределы Российской империи, и все его научные труды также публиковались в Западной Европе — обычно не указывается.

## Биография
Отец Михаила Тархнишвили, Степан (სტეფანე) и мать Саломея (სალომე) были грузинскими католиками Византийского обряда. Учился в гимназии, а в 1913 году — в католической семинарии в Стамбуле.
В 1917—1919 годах учился в монастыре бенедиктинцев в Гармиш-Партенкирхене, под Мюнхеном. В 1919 году на непродолжительное время приехал в Тбилиси — это было последним его пребыванием в Грузии. После этого он снова возвращается в Стамбул, где живёт и работает до 1924 года. С 1924 по 1929 год Тархнишвили живёт в Австрии, где в Обществе филологов и философов преподаёт на курсах Общества Слова Божия.
В 1930 году его приглашают в Папский Восточный институт в Риме, где к 1933 году он подготавливает и защищает диссертацию на степень доктора теологии. Принял пострижение в монахи 6 августа 1931 года в Риме в праздник Преображения. В 1934—1936 годах Тархнишвили возглавляет Теологическое общество грузин-эмигрантов, живущих в Бельгии, Германии и Франции, являясь его президентом. Период с 1936 по 1942 год проводит в монастыре бенедиктинцев в Баварии. В 1942 году переезжает в Рим, где и остаётся до конца своей жизни.
Среди научных трудов Михаила Тархнишвили выделяются работы по исследованию древних грузинских литургических текстов, результаты которых опубликованы в Италии, других памятников древней грузинской литературы. Особый интерес в научном мире вызвали его исследования грузинских надписей, обнаруженных в монастыре V века в Палестине. В 1955 году опубликовал, вместе с К. Кекелидзе I том «Истории грузинской литературы». В том же году, вместе с Дейвом Гиббонсом (англ. Dave Gibbons), опубликовал работу о грузинских надписях, найденных в Фивах (თებეს).

## Научные труды
Работая далеко за пределами своего отечества, Михаил Тархнишвили внёс немалый вклад в мировую культуру, делая доступными для зарубежных читателей и учёных новые исторические подробности, связанные с великими деятелями истории Грузии и христианского Кавказа в целом. В их числе — святая равноапостольная Нина, которой в предвоенные годы учёный посвятил несколько трудов.
Свою позицию Тархнишвили высказал и в отношении такого важного исторического события, как отделение Грузинской православной церкви от Римско-Католической. По мнению учёного, это событие следует датировать 1240 годом, хотя точные причины разрыва отношений пока остаются неясными.
Крупнейшим историческим источником, обработкой и публикацией которого М. Тархнишвили занимался совместно с прот. К. Кекелидзе, является грузинский перевод иерусалимского Лекционария V—VIII веков. Этот источник ввёл в научный оборот новые данные о развитии богослужебных чинопоследований в раннехристианские времена, применительно к некоторым Великим христианским праздникам.